# نخستین جنگ شلسویگ
جنگ اول شْلِسْویگ (به آلمانی:Schleswig-Holsteinischer Krieg) یا جنگ سه ساله (به دانمارکی:Treårskrigen) نخستین برخورد نظامی دانمارک و ایالات شمالی آلمان بر سر مسئله شلسویگ-هولشتاین (اختلاف بر سر این که چه کسی باید دوک نشین‌های شلسویگ-هولشتاین را کنترل کند) بود. جنگ که از ۱۸۴۸-۱۸۵۱ به طول انجامید، به پیروزی نهایی دانمارک به پایان رسید. بعد، جنگ دیگری در ۱۸۶۴ به وقوع پیوست که با پیروزی قاطعانه نیروهای پروس و پادشاه پروس ویلهلم یکم انجامید.